# Castor Peak
Der Castor Peak  ist ein Berg im Yellowstone-Nationalpark im US-Bundesstaat Wyoming. Sein Gipfel hat eine Höhe von 3313 m. Er befindet sich im östlichen Teil des Parks, nahe der Grenze zum Shoshone National Forest und ist Teil der Absaroka-Bergkette in den Rocky Mountains. Der Castor Peak und sein nördlich gelegener Nachbar, der Pollux Peak, wurden nach den Dioskuren in der griechischen Mythologie benannt.

## Belege
1. ↑  Castor Peak - Peakbagger.com. Abgerufen am 15. Dezember 2020.